# Mabel (Sängerin)

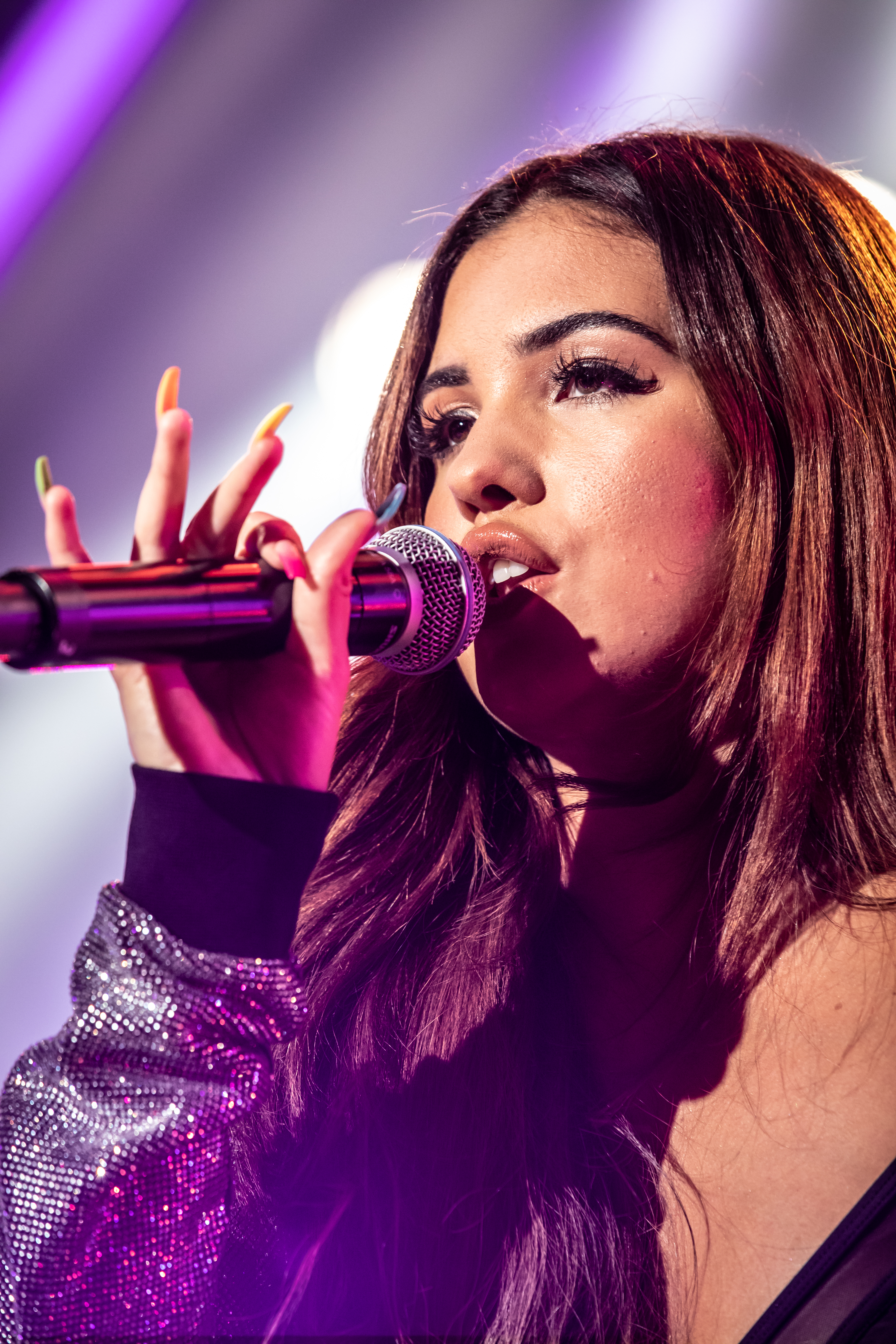
Mabel (2018)

Mabel (* 20. Februar 1996 als Mabel McVey in Málaga, Spanien) ist eine britisch-schwedische R&B-Sängerin und Songwriterin.

## Biografie
Mabel McVey ist eine Tochter der schwedischen Sängerin Neneh Cherry und des britischen Musikproduzenten Cameron McVey und kam bereits früh mit Musik in Kontakt. Sie wurde am 20. Februar 1996 in Málaga geboren und wuchs in Stockholm auf. Sie lernte in ihrer Kindheit Klavier zu spielen und studierte Musikproduktion und Musiktheorie. Nach ihrem Abschluss zog sie nach London.

## Karriere
Im September 2015 veröffentlichte Mabel ihre erste Single Know Me Better auf der Plattform SoundCloud. Später schloss sie einen Plattenvertrag ab und erschien in der Liste Sound of 2016. Ihren ersten Hit erzielte sie mit der im März 2017 veröffentlichten Single Finders Keepers in Zusammenarbeit mit dem Rapper Kojo Funds, die die Top 10 der britischen Musikcharts erreichte und später mit Platin ausgezeichnet wurde. Im Mai veröffentlichte sie ihre erste EP Bedroom und im Oktober das Mixtape Ivy to Roses. Anfang 2018 erzielte sie mit der Single Fine Line einen weiteren Top-20-Erfolg. Der Song wurde mit dem Rapper Not3s aufgenommen, bereits im Vorjahr arbeitete Mabel mit diesem zusammen und war an dessen Hit My Lover als Songwriterin beteiligt.
Ihren großen internationalen Durchbruch hatte Mabel dann gleich zu Beginn des Jahres 2019 mit dem Song Don’t Call Me Up. Er erreichte in zahlreichen Ländern, auch in ihrer ursprünglichen Heimat Schweden, die Top 10 und schaffte es auch in die US-Singlecharts. In England brachte er ihr mit Platz 3 ihre höchste Platzierung und ihre dritte Platinauszeichnung. Die Single Mad Love konnte an den Erfolg anknüpfen und mit den beiden Songs schaffte es im Sommer ihr Debütalbum High Expectations ebenfalls auf Platz 3 in UK und in zahlreichen weiteren Ländern, darunter erneut die USA, in die offiziellen Charts.
Anfang 2020 erhielt Mabel bei den Brit Awards die Auszeichnung als beste britische Solokünstlerin.

## Diskografie

### Studioalben
| Jahr | Titel Musiklabel                | Höchstplatzierung, Gesamtwochen, AuszeichnungChartplatzierungen (Jahr, Titel, Musiklabel, Platzierungen, Wochen, Auszeichnungen, Anmerkungen) | Höchstplatzierung, Gesamtwochen, AuszeichnungChartplatzierungen (Jahr, Titel, Musiklabel, Platzierungen, Wochen, Auszeichnungen, Anmerkungen) | Höchstplatzierung, Gesamtwochen, AuszeichnungChartplatzierungen (Jahr, Titel, Musiklabel, Platzierungen, Wochen, Auszeichnungen, Anmerkungen) | Höchstplatzierung, Gesamtwochen, AuszeichnungChartplatzierungen (Jahr, Titel, Musiklabel, Platzierungen, Wochen, Auszeichnungen, Anmerkungen) | Höchstplatzierung, Gesamtwochen, AuszeichnungChartplatzierungen (Jahr, Titel, Musiklabel, Platzierungen, Wochen, Auszeichnungen, Anmerkungen) | Höchstplatzierung, Gesamtwochen, AuszeichnungChartplatzierungen (Jahr, Titel, Musiklabel, Platzierungen, Wochen, Auszeichnungen, Anmerkungen) | Anmerkungen                                              |
| Jahr | Titel Musiklabel                | DE | AT | CH | UK | US | SE | Anmerkungen                                              |
| ---- | ------------------------------- | --- | --- | --- | --- | --- | --- | -------------------------------------------------------- |
| 2019 | High Expectations Polydor (UMG) | DE58 (1 Wo.)DE | — | CH29 (1 Wo.)CH | UK3 Platin · (148 Wo.)UK | US198 (1 Wo.)US | — | Erstveröffentlichung: 2. August 2019 Verkäufe: + 347.500 |
| 2022 | About Last Night… Polydor (UMG) | DE100 (1 Wo.)DE | — | CH91 (1 Wo.)CH | UK2 (4 Wo.)UK | — | — | Erstveröffentlichung: 15. Juli 2022                      |

### Mixtapes
| Jahr | Titel Musiklabel           | Höchstplatzierung, Gesamtwochen, AuszeichnungChartplatzierungen (Jahr, Titel, Musiklabel, Platzierungen, Wochen, Auszeichnungen, Anmerkungen) | Höchstplatzierung, Gesamtwochen, AuszeichnungChartplatzierungen (Jahr, Titel, Musiklabel, Platzierungen, Wochen, Auszeichnungen, Anmerkungen) | Höchstplatzierung, Gesamtwochen, AuszeichnungChartplatzierungen (Jahr, Titel, Musiklabel, Platzierungen, Wochen, Auszeichnungen, Anmerkungen) | Höchstplatzierung, Gesamtwochen, AuszeichnungChartplatzierungen (Jahr, Titel, Musiklabel, Platzierungen, Wochen, Auszeichnungen, Anmerkungen) | Höchstplatzierung, Gesamtwochen, AuszeichnungChartplatzierungen (Jahr, Titel, Musiklabel, Platzierungen, Wochen, Auszeichnungen, Anmerkungen) | Höchstplatzierung, Gesamtwochen, AuszeichnungChartplatzierungen (Jahr, Titel, Musiklabel, Platzierungen, Wochen, Auszeichnungen, Anmerkungen) | Anmerkungen                                               |
| Jahr | Titel Musiklabel           | DE | AT | CH | UK | US | SE | Anmerkungen                                               |
| ---- | -------------------------- | --- | --- | --- | --- | --- | --- | --------------------------------------------------------- |
| 2018 | Ivy to Roses Polydor (UMG) | — | — | — | UK28 Gold · (44 Wo.)UK | — | — | Erstveröffentlichung: 5. Oktober 2018 Verkäufe: + 110.000 |

### EPs
- 2017: Bedroom
- 2019: Stripped Session
- 2020: Love Lockdown
- 2020: Mabel & Chill
- 2020: Let’s Move
- 2021: Magic
- 2021: Christmas

### Singles als Leadmusikerin
| Jahr | Titel Album                                       | Höchstplatzierung, Gesamtwochen, AuszeichnungChartplatzierungen (Jahr, Titel, Album, Platzierungen, Wochen, Auszeichnungen, Anmerkungen) | Höchstplatzierung, Gesamtwochen, AuszeichnungChartplatzierungen (Jahr, Titel, Album, Platzierungen, Wochen, Auszeichnungen, Anmerkungen) | Höchstplatzierung, Gesamtwochen, AuszeichnungChartplatzierungen (Jahr, Titel, Album, Platzierungen, Wochen, Auszeichnungen, Anmerkungen) | Höchstplatzierung, Gesamtwochen, AuszeichnungChartplatzierungen (Jahr, Titel, Album, Platzierungen, Wochen, Auszeichnungen, Anmerkungen) | Höchstplatzierung, Gesamtwochen, AuszeichnungChartplatzierungen (Jahr, Titel, Album, Platzierungen, Wochen, Auszeichnungen, Anmerkungen) | Höchstplatzierung, Gesamtwochen, AuszeichnungChartplatzierungen (Jahr, Titel, Album, Platzierungen, Wochen, Auszeichnungen, Anmerkungen) | Anmerkungen                                                                                |
| Jahr | Titel Album                                       | DE | AT | CH | UK | US | SE | Anmerkungen                                                                                |
| --- | ------------------------------------------------- | --- | --- | --- | --- | --- | --- | ------------------------------------------------------------------------------------------ |
| 2017 | Finders Keepers Bedroom (EP)                      | — | — | — | UK8 ×2Doppelplatin · (31 Wo.)UK | — | — | Erstveröffentlichung: 10. März 2017 Verkäufe: + 1.200.000; mit Kojo Funds                  |
| 2018 | Fine Line Ivy to Roses                            | — | — | — | UK11 Platin · (16 Wo.)UK | — | — | Erstveröffentlichung: 19. Januar 2018 Verkäufe: + 600.000; feat. Not3s                     |
| 2018 | Cigarette Ivy to Roses                            | — | — | — | UK41 Gold · (16 Wo.)UK | — | — | Erstveröffentlichung: 22. Februar 2018 Verkäufe: + 400.000; mit Raye & Stefflon Don        |
| 2018 | Ring Ring Ivy to Roses                            | — | — | — | UK12 Platin · (15 Wo.)UK | — | — | Erstveröffentlichung: 22. Juni 2018 Verkäufe: + 600.000; mit Jax Jones feat. Rich the Kid  |
| 2018 | One Shot Ivy to Roses                             | — | — | — | UK44 Silber · (11 Wo.)UK | — | — | Erstveröffentlichung: 31. August 2018 Verkäufe: + 200.000                                  |
| 2019 | Don’t Call Me Up Ivy to Roses / High Expectations | DE10 ×3Dreifachgold · (39 Wo.)DE | AT10 Platin · (32 Wo.)AT | CH9 (57 Wo.)CH | UK3 ×3Dreifachplatin · (50 Wo.)UK | US66 Platin · (10 Wo.)US | SE10 Platin · (37 Wo.)SE | Erstveröffentlichung: 18. Januar 2019 Verkäufe: + 5.263.333                                |
| 2019 | Mad Love High Expectations                        | DE54 Gold · (17 Wo.)DE | AT56 (8 Wo.)AT | CH46 (21 Wo.)CH | UK8 ×2Doppelplatin · (20 Wo.)UK | — | SE75 (1 Wo.)SE | Erstveröffentlichung: 7. Juni 2019 Verkäufe: + 1.710.000                                   |
| 2019 | God Is a Dancer The London Sessions               | DE95 (2 Wo.)DE | — | — | UK15 Gold · (13 Wo.)UK | — | SE56 (1 Wo.)SE | Erstveröffentlichung: 20. September 2019 Verkäufe: + 490.000; mit Tiësto                   |
| 2019 | Loneliest Time of Year –                          | — | — | — | — | — | SE78 (1 Wo.)SE | Erstveröffentlichung: 22. November 2019                                                    |
| 2020 | Boyfriend High Expectations                       | — | — | — | UK10 Platin · (21 Wo.)UK | — | — | Erstveröffentlichung: 26. Februar 2020 Verkäufe: + 655.000                                 |
| 2020 | West Ten High Expectations                        | — | — | — | UK5 Platin · (20 Wo.)UK | — | — | Erstveröffentlichung: 3. Juli 2020 Verkäufe: + 600.000; mit AJ Tracey                      |
| 2020 | Tick Tock High Expectations                       | DE48 (17 Wo.)DE | AT53 (10 Wo.)AT | CH17 (28 Wo.)CH | UK8 Platin · (20 Wo.)UK | — | SE94 (1 Wo.)SE | Erstveröffentlichung: 21. August 2020 Verkäufe: + 920.000; mit Clean Bandit feat. 24kGoldn |
| 2021 | Let Them Know About Last Night…                   | — | — | — | UK19 Silber · (15 Wo.)UK | — | — | Erstveröffentlichung: 18. Juni 2021 Verkäufe: + 200.000                                    |
| 2021 | Time After Time Christmas                         | — | — | — | UK71 (3 Wo.)UK | — | — | Erstveröffentlichung: 12. November 2021 Original: Cyndi Lauper                             |
| 2022 | Good Luck About Last Night…                       | — | — | — | UK45 (9 Wo.)UK | — | — | Erstveröffentlichung: 18. März 2022 mit Jax Jones & Galantis                               |
| 2022 | Overthinking About Last Night…                    | — | — | — | UK88 (1 Wo.)UK | — | — | Erstveröffentlichung: 20. Mai 2022 feat. 24kGoldn                                          |
| Folgende Lieder erschienen nicht als Single, wurden aber durch das Album zum Download und Streaming bereitgestellt und konnten somit eine Platzierung erlangen: |                                                   | | | | | | |                                                                                            |
| |                                                   | | | | | | |                                                                                            |
| 2019 | Bad Behaviour High Expectations                   | — | — | — | UK94 (1 Wo.)UK | — | — | Charteinstieg: 8. August 2019                                                              |

Weitere Singles
- 2015: Know Me Better
- 2015: My Boy My Town
- 2016: Thinking of You
- 2017: Bedroom
- 2017: Begging
- 2017: My Lover (Remix) (mit Not3s)

### Singles als Gastmusikerin
| Jahr | Titel Album                       | Höchstplatzierung, Gesamtwochen, AuszeichnungChartplatzierungen (Jahr, Titel, Album, Platzierungen, Wochen, Auszeichnungen, Anmerkungen) | Höchstplatzierung, Gesamtwochen, AuszeichnungChartplatzierungen (Jahr, Titel, Album, Platzierungen, Wochen, Auszeichnungen, Anmerkungen) | Höchstplatzierung, Gesamtwochen, AuszeichnungChartplatzierungen (Jahr, Titel, Album, Platzierungen, Wochen, Auszeichnungen, Anmerkungen) | Höchstplatzierung, Gesamtwochen, AuszeichnungChartplatzierungen (Jahr, Titel, Album, Platzierungen, Wochen, Auszeichnungen, Anmerkungen) | Höchstplatzierung, Gesamtwochen, AuszeichnungChartplatzierungen (Jahr, Titel, Album, Platzierungen, Wochen, Auszeichnungen, Anmerkungen) | Höchstplatzierung, Gesamtwochen, AuszeichnungChartplatzierungen (Jahr, Titel, Album, Platzierungen, Wochen, Auszeichnungen, Anmerkungen) | Anmerkungen                                                                        |
| Jahr | Titel Album                       | DE | AT | CH | UK | US | SE | Anmerkungen                                                                        |
| ---- | --------------------------------- | --- | --- | --- | --- | --- | --- | ---------------------------------------------------------------------------------- |
| 2021 | I Wish Another Friday Night       | — | — | — | UK17 Platin · (22 Wo.)UK | — | — | Erstveröffentlichung: 29. Oktober 2021 Verkäufe: + 600.000; Joel Corry feat. Mabel |
| 2022 | Deal or No Deal About Last Night… | — | — | — | UK98 (1 Wo.)UK | — | — | Erstveröffentlichung: 24. Juni 2022 A1 & J1 feat. Mabel                            |

Weitere Gastbeiträge
- 2018: Plug Walk (Rich the Kid feat. Mabel)

### Autorenbeteiligungen
| Jahr | Titel Interpretation | Höchstplatzierung, Gesamtwochen, AuszeichnungChartplatzierungen (Jahr, Titel, Interpretation, Platzierungen, Wochen, Auszeichnungen, Anmerkungen) | Höchstplatzierung, Gesamtwochen, AuszeichnungChartplatzierungen (Jahr, Titel, Interpretation, Platzierungen, Wochen, Auszeichnungen, Anmerkungen) | Höchstplatzierung, Gesamtwochen, AuszeichnungChartplatzierungen (Jahr, Titel, Interpretation, Platzierungen, Wochen, Auszeichnungen, Anmerkungen) | Höchstplatzierung, Gesamtwochen, AuszeichnungChartplatzierungen (Jahr, Titel, Interpretation, Platzierungen, Wochen, Auszeichnungen, Anmerkungen) | Höchstplatzierung, Gesamtwochen, AuszeichnungChartplatzierungen (Jahr, Titel, Interpretation, Platzierungen, Wochen, Auszeichnungen, Anmerkungen) | Höchstplatzierung, Gesamtwochen, AuszeichnungChartplatzierungen (Jahr, Titel, Interpretation, Platzierungen, Wochen, Auszeichnungen, Anmerkungen) | Anmerkungen                                                |
| Jahr | Titel Interpretation | DE | AT | CH | UK | US | SE | Anmerkungen                                                |
| ---- | -------------------- | --- | --- | --- | --- | --- | --- | ---------------------------------------------------------- |
| 2017 | My Lover Not3s       | — | — | — | UK14 Platin · (31 Wo.)UK | — | — | Erstveröffentlichung: 27. Oktober 2017 Verkäufe: + 600.000 |

## Auszeichnungen für Musikverkäufe
| Goldene Schallplatte - Australien - 2023: für die Single Boyfriend - Belgien - 2021: für die Single Tick Tock - Brasilien - 2024: für die Single Boyfriend - Dänemark - 2022: für das Album Ivy to Roses - 2023: für die Single Tick Tock - 2024: für die Single Mad Love - Finnland - 2020: für die Single Mad Love - Frankreich - 2021: für die Single Tick Tock - Italien - 2021: für die Single Mad Love - Neuseeland - 2022: für das Album High Expectations - Portugal - 2022: für die Single Tick Tock - Spanien - 2025: für die Single Tick Tock Platin-Schallplatte - Australien - 2023: für die Single Mad Love - Brasilien - 2024: für die Single Mad Love - 2024: für die Single God Is a Dancer - Finnland - 2022: für das Album High Expectations - Griechenland - 2021: für die Single Don’t Call Me Up - Italien - 2021: für die Single Tick Tock - Polen - 2021: für die Single God Is a Dancer - 2021: für die Single Tick Tock - 2023: für das Album High Expectations | 2× Platin-Schallplatte - Belgien - 2020: für die Single Don’t Call Me Up - Dänemark - 2019: für die Single Don’t Call Me Up - Italien - 2019: für die Single Don’t Call Me Up - Kanada - 2019: für die Single Don’t Call Me Up - Neuseeland - 2022: für die Single Don’t Call Me Up - Polen - 2024: für die Single Mad Love - Portugal - 2021: für die Single Don’t Call Me Up - Spanien - 2024: für die Single Don’t Call Me Up 3× Platin-Schallplatte - Finnland - 2022: für die Single Don’t Call Me Up - Polen - 2021: für die Single Don’t Call Me Up 5× Platin-Schallplatte - Australien - 2023: für die Single Don’t Call Me Up Diamantene Schallplatte - Brasilien - 2024: für die Single Don’t Call Me Up - Frankreich - 2020: für die Single Don’t Call Me Up |

Anmerkung: Auszeichnungen in Ländern aus den Charttabellen bzw. Chartboxen sind in ebendiesen zu finden.
| Land/RegionAuszeichnungen für Musikverkäufe (Land/Region, Auszeichnungen, Verkäufe, Quellen) | Silber     | Gold       | Platin       | Diamant     | Verkäufe   | Quellen              |
| -------------------------------------------------------------------------------------------- | ---------- | ---------- | ------------ | ----------- | ---------- | -------------------- |
| Australien (ARIA)                                                                            | —          | Gold1      | 6× Platin6   | —           | 455.000    | aria.com.au          |
| Belgien (BRMA)                                                                               | —          | Gold1      | 2× Platin2   | —           | 100.000    | ultratop.be          |
| Brasilien (PMB)                                                                              | —          | Gold1      | 2× Platin2   | Diamant1    | 220.000    | pro-musicabr.org.br  |
| Dänemark (IFPI)                                                                              | —          | 3× Gold3   | 2× Platin2   | —           | 280.000    | ifpi.dk              |
| Deutschland (BVMI)                                                                           | —          | 2× Gold2   | Platin1      | —           | 800.000    | musikindustrie.de    |
| Finnland (IFPI)                                                                              | —          | Gold1      | 4× Platin4   | —           | 160.000    | Einzelnachweise      |
| Frankreich (SNEP)                                                                            | —          | Gold1      | —            | Diamant1    | 433.333    | snepmusique.com      |
| Griechenland (IFPI)                                                                          | —          | —          | Platin1      | —           | 20.000     | Einzelnachweise      |
| Italien (FIMI)                                                                               | —          | Gold1      | 3× Platin3   | —           | 205.000    | fimi.it              |
| Kanada (MC)                                                                                  | —          | —          | 2× Platin2   | —           | 160.000    | musiccanada.com      |
| Neuseeland (RMNZ)                                                                            | —          | Gold1      | 2× Platin2   | —           | 67.500     | radioscope.co.nz NZ2 |
| Österreich (IFPI)                                                                            | —          | —          | Platin1      | —           | 30.000     | ifpi.at              |
| Polen (ZPAV)                                                                                 | —          | —          | 8× Platin8   | —           | 370.000    | olis.pl              |
| Portugal (AFP)                                                                               | —          | Gold1      | 2× Platin2   | —           | 25.000     | Einzelnachweise      |
| Schweden (IFPI)                                                                              | —          | —          | Platin1      | —           | 40.000     | sverigetopplistan.se |
| Spanien (Promusicae)                                                                         | —          | Gold1      | 2× Platin2   | —           | 150.000    | elportaldemusica.es  |
| Vereinigte Staaten (RIAA)                                                                    | —          | —          | Platin1      | —           | 1.000.000  | riaa.com             |
| Vereinigtes Königreich (BPI)                                                                 | 2× Silber2 | 3× Gold3   | 15× Platin15 | —           | 10.400.000 | bpi.co.uk            |
| Insgesamt                                                                                    | 2× Silber2 | 17× Gold17 | 55× Platin55 | 2× Diamant2 |            |                      |